# Hakurozan Yūta
Hakurozan Yūta (白露山 佑太 en japonés, nacido el 6 de febrero de 1982 como Batraz Feliksovich Boradzov (Батраз Феликсович Борадзов en ruso) en Vladikavkaz, Osetia del Norte-Alania, Rusia) es un exluchador de sumo. El rango más alto que alcanzó fue el de maegashira 2 este. Su hermano mayor también es un exluchador de sumo, bajo el nombre de Rohō de la Ōtake beya. En septiembre de 2008, ambos hermanos fueron expulsados del sumo profesional tras dar positivo en un resultado de cannabis.

## Carrera
Hakurozan comenzó en la lucha libre a la edad de 14 años, ganando el Campeonato Mundial Jínior Sub-16. Comenzó en el sumo a los 18 años, ganando el Campeonato de Moscú con más de 100 kg.
Llegó a Japón en febrero de 2002 junto con su hermano. Tenían la intención de unirse a la misma heya, pero el reglamento de sumo limitaba a 1 el número de luchadores extranjeros por heya, así que Hakurozan se unió a la Hatachiyama beya, mientras que Rohō se unió a la Ōtake beya. Al igual que su hermano, su shikona contiene el carácter 露, que puede significar Rusia. La Hatachiyama beya estaba de duelo por la muerte de su oyakata, el ex ōzeki Hokutenyū, y Hakurozan se unió a la Kitanoumi beya.
Hakurozan tuvo su primer combate en mayo de 2002, llegando a jūryō en septiembre de 2004, y a makuuchi en julio de 2005. Tras un resultado de 10 - 5 en mayo de 2006, alcanzó el grado de maegashira 2 este, pero un desastroso resultado de 2 - 13 en el siguiente torneo, lo descendió a maegashira 10 oeste. Se mantuvo en la máxima división en el grado de maegashira 14 oeste con un resultado de 8 - 7 en enero de 2007, pero un pobre resultado de 5 - 10 en el siguiente torneo le valió el descenso a jūryō para el torneo de mayo de 2007. Allí logró 9 victorias, lo que fue suficiente para ascender de nuevo a la máxima división en julio. Sin embargo, estuvo obstaculizado por problemas crónicos en la rodilla, y solamente pudo lograr 3 victorias en el torneo de noviembre de 2007,y fue degradado una vez más a la división jūryō. Tras obtener dos resultados ajustados de 8 - 7 en los dos primeros torneos del año, regresó nuevamente a makuuchi con el grado de maegashira 15 este en mayo. Una vez más no pudo mantener su permanencia en la máxima división ya que solamente obtuvo 4 victorias.

## Estilo de lucha
Hakurozan realizaba frecuentemente el henka en el tachi-ai, al igual que su hermano. Empleaba con frecuencia kimarite desplegables tales como el hataki-komi y el hiki-otoshi. Aunque el yorikiri fue incluido como su técnica favorita en su perfil en la Asociación de Sumo del Japón, con un migi-yotsu como su técnica preferida, terminó usando el hataki-komi más que cualquier otra técnica durante toda su carrera.

## Escándalo de los cannabis y destitución
El 2 de septiembre de 2008, él y su hermano Rohō dieron positivo en un resultado de cannabis. Esta prueba se produjo menos de dos semanas después de que su compatriota ruso Wakanohō fuera despedido después de ser arrestado por posesión de cannabis, así como la inspección sorpresa fue tomada a 69 luchadores de jūryō y luchadores de mayor rango, incluyendo los dos yokozuna. A pesar de que el Departamento de la Policía Metropolitana cuestionó a los dos luchadores y buscó en sus habitaciones, no hay acción legal que fue tomada debido a que no es ilegal a fallar una prueba de drogas bajo la ley japonesa.
El 6 de septiembre, Rohō y Hakurozan fallaron en un segundo conjunto más detallado, de las pruebas de dopaje, y él anunció que no iba a aceptar el resultado de una segunda lectura positiva para el uso de drogas en el día siguiente.
El 8 de septiembre, la Asociación de Sumo del Japón llevó a cabo una reunión de la junta directiva y se decidió por los despidos de Rohō y Hakurozan. Ambos luchadores fueron movidos de sus respectivas heyas, pero se mantuvieron en Japón con visados de corta duración y continuaron para negar las acusaciones. Sin embargo se informó por la Asociación de Sumo del Japón de que los hermanos habían admitido a los funcionarios en las pruebas que habían fumado cannabis durante un tour de Los Ángeles en junio.
El 28 de octubre, los hermanos presentaron una demanda ante el Tribunal del Distrito de Tokio en busca de revocar su despido, alegando que las pruebas se administraron de forma incorrecta. También pidieron 100 000 000 de yenes en daños. Sus demandas fueron rechazadas por el tribunal en marzo de 2009, el juez dijo: "Es reconocible que los dos utilizan la marihuana... y el uso de la marihuana era una ley para la confianza daños de la asociación". El abogado de los hermanos indicó que apelarían la sentencia.
Los hermanos volvieron a aparecer en la corte el 29 de junio de 2009, dando testimonio de 2½ horas y criticar la conducta de las pruebas, una vez más. El interrogatorio de los testigos comenzó el 31 de agosto, con Isenoumi Oyakata, Tomozuma Oyakata y Ōtake Oyakata entre los llamados. El expresidente de la Asociación de Sumo del Japón Kitanoumi, oyakata de Hakurozan. testificó el 21 de diciembre dando su voto a favor de la expulsión, porque Hakurozan era su deshi y no quería que fuera visto como su protegido. A diferencia de su hermano, Hakurozan no estuvo presente, ya que había regresado a Rusia.
El tribunal falló a favor de la Asociación de Sumo del Japón el 19 de abril de 2010, con el juez diciendo: "Se ha comprobado que las muestras de orina mostraron resultados positivos de marihuana eran suyas, y es impensable que se mezclaron con las muestras de los demás... la decisión de la asociación para despedirlos era adecuada dado que el uso de drogas ilegales se había convertido en un grave problema social". El fallo de la Corte del Distrito fue confirmada por el Tribunal Superior de Tokio el 18 de noviembre de 2010.

## Historial[14]
| Año (Honbasho) | Hatsu Basho (enero) (ciudad de Tokio) | Haru Basho (marzo) (ciudad de Osaka) | Natsu Basho (mayo) (ciudad de Tokio) | Nagoya Basho (julio) (ciudad de Nagoya) | Aki Basho (septiembre) (ciudad de Tokio) | Kyushu Basho (noviembre) (ciudad de Fukuoka) | Victorias / Derrotas / Ausencias |
| 2002           | ─                                     | ─                                    | Maezumo Hatsu Dohyō 0 - 0            | Jonokuchi 41 Este 6 - 1                 | Jonidan 70 Este 5 - 2                    | Jonidan 28 Oeste 6 - 1                       | 17 - 4                           |
| 2003           | Sandanme 64 Oeste 6 - 1               | Sandanme 9 Oeste 5 - 2               | Makushita 49 Oeste 5 - 2             | Makushita 32 Este 3 - 4                 | Makushita 40 Oeste 4 - 3                 | Makushita 33 Oeste 3 - 4                     | 26 - 16                          |
| 2004           | Makushita 37 Oeste 4 - 3              | Makushita 28 Oeste 4 - 3             | Makushita 23 Este 6 - 1              | Makushita 5 Oeste 5 - 2                 | Jūryō 14 Este 8 - 7                      | Jūryō 12 Este 8 - 7                          | 35 - 23                          |
| 2005           | Jūryō 7 Este 10 - 5                   | Jūryō 1 Oeste 6 - 9                  | Jūryō 3 Oeste 10 - 5                 | Maegashira 14 Oeste 8 - 7               | Maegashira 12 Este 7 - 8                 | Maegashira 13 Este 10 - 5                    | 51 - 39                          |
| 2006           | Maegashira 4 Este 4 - 11              | Maegashira 12 Este 9 - 6             | Maegashira 8 Oeste 10 - 5            | Maegashira 2 Este 2 - 13                | Maegashira 10 Oeste 5 - 10               | Maegashira 14 Oeste 7 - 8                    | 37 - 53                          |
| 2007           | Maegashira 14 Oeste 8 - 7             | Maegashira 13 Este 5 - 10            | Jūryō 2 Oeste 9 - 6                  | Maegashira 12 Este 6 - 9                | Maegashira 15 Este 9 - 6                 | Maegashira 12 Oeste 3 - 12                   | 40 - 50                          |
| 2008           | Jūryō 3 Oeste 8 - 7                   | Jūryō 2 Este 8 - 7                   | Maegashira 15 Este 4 - 11            | Jūryō 4 Oeste 7 - 8                     | Jūryō 6 Este 0 - 0 - 15                  | ─                                            | 27 - 33 - 15                     |